# Sokolniki (Skrzynka)
Sokolniki (nazwa przejściowa – Spokojna Góra) – przysiółek wsi Skrzynka w Polsce, położony w województwie zachodniopomorskim, w powiecie pyrzyckim, w gminie Lipiany. Przysiółek wchodzi w skład sołectwa Skrzynka. 
W latach 1975–1998 przysiółek administracyjnie należał do województwa szczecińskiego.